# Korn (liqueur)
Pour les articles homonymes, voir Korn (homonymie).

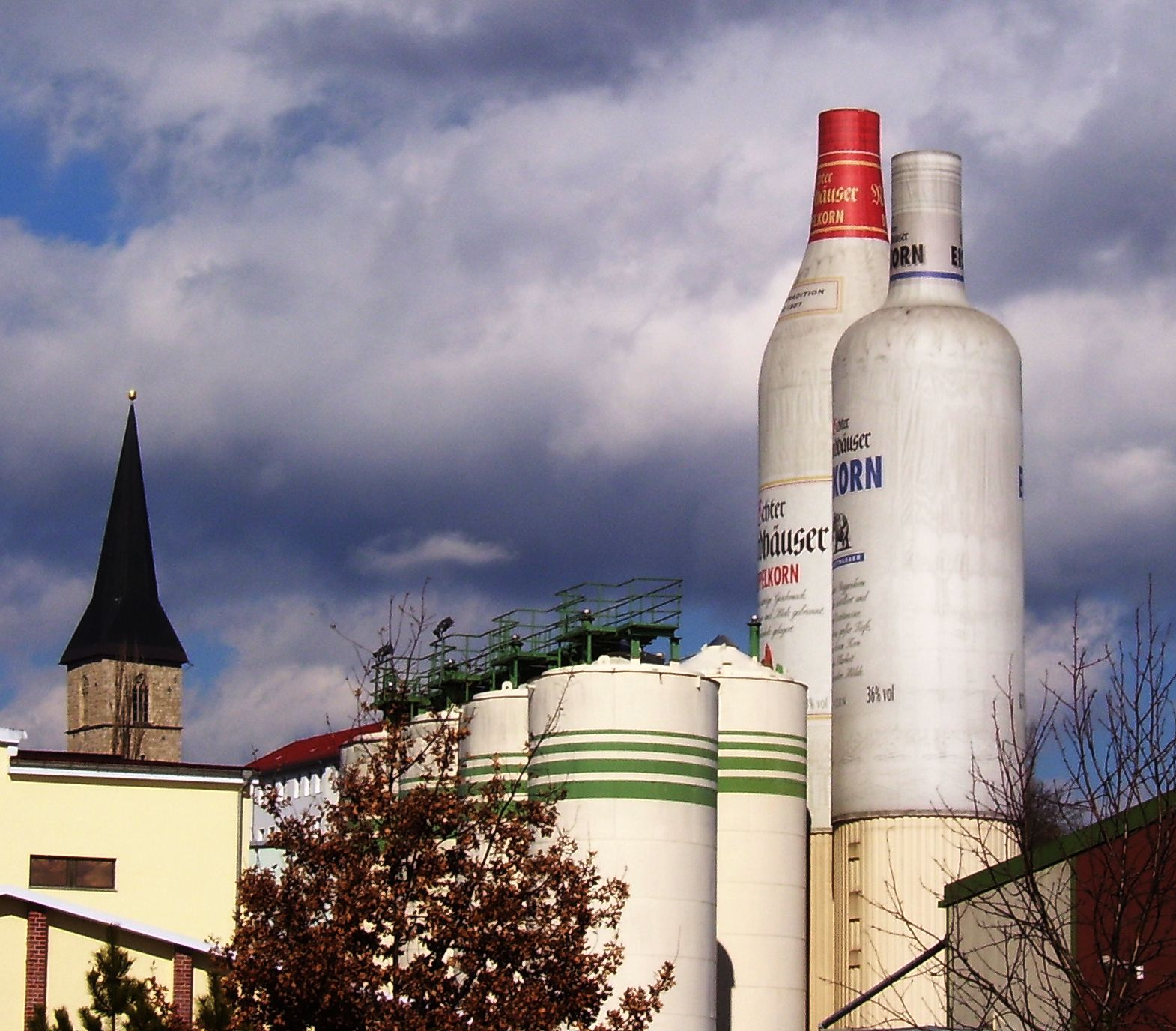
Usine de Korn en Allemagne.

Le Kornbrand, aussi appelé Korn selon sa teneur en alcool, est une boisson alcoolisée fabriquée à partir de céréales et est l'un des alcools clairs parmi les spiritueux. Un Korn doit avoir une teneur en alcool d'au moins 32 % par volume. À partir d'une teneur en alcool de 37,5 % par volume, la désignation Kornbrand peut être utilisée. Ici, la désignation Doppelkorn avec 38 % par volume s'est établie sur le marché.
Pour la production, seuls les types de céréales suivants sont autorisés : seigle, blé, orge et avoine, ainsi que sarrasin. La plupart des eaux-de-vie de céréales sont à base de seigle ou de blé ; l'avoine et le sarrasin ne jouent pratiquement aucun rôle. L'orge est principalement utilisée pour obtenir le malt nécessaire au processus de brassage.
Le Korn est utilisé dans diverses boissons, comme le Samtkragen.